# Mont Guillaume Grandidier
Le mont Guillaume Grandidier est une montagne des îles Kerguelen située sur la presqu'île de la Société de géographie dont elle constitue le troisième plus haut sommet à 921 m d'altitude.

## Toponymie
Le mont Guillaume Grandidier a été nommé lors des expéditions de Raymond Rallier du Baty aux Kerguelen en 1903 et 1914 et figure sous ce nom sur sa carte de 1922. Il rend hommage au naturaliste et géographe Guillaume Grandidier (1873-1957) – reconnu pour ses travaux à Madagascar –, qui fut également président de la Société de géographie.

## Géographie
Le mont Guillaume Grandidier est situé au centre de la presqu'île de la Société de géographie – entre le mont Pietri (941 m) au nord et le mont Richards (1 081 m) au sud –, et en constitue le troisième plus haut sommet.
D'un point de vue géologique, le mont est, comme la plus grande partie de la presqu'île, de nature volcano-plutonique, composé de différents types de roches volcaniques.